# Saint-Grégoire (Tarn)
Saint-Grégoire (okzitanisch: Sent Gorgòri) ist eine französische Gemeinde mit 471 Einwohnern (Stand: 1. Januar 2022) im Département Tarn in der Region Okzitanien (vor 2016: Midi-Pyrénées). Saint-Grégoire gehört zum Arrondissement Albi und zum Kanton Carmaux-1 Le Ségala.

## Geographie
Saint-Grégoire liegt etwa neun Kilometer ostnordöstlich von Albi. Der Tarn begrenzt die Gemeinde im Süden. Umgeben wird Saint-Grégoire von den Nachbargemeinden Saussenac im Norden, Andouque im Nordosten, Crespinet im Osten, Bellegarde-Marsal im Süden und Südosten, Saint-Juéry im Süden und Südwesten sowie Arthès im Westen.

## Bevölkerungsentwicklung
| 1962                       | 1968 | 1975 | 1982 | 1990 | 1999 | 2006 | 2018 |
| -------------------------- | ---- | ---- | ---- | ---- | ---- | ---- | ---- |
| 352                        | 340  | 304  | 292  | 307  | 328  | 407  | 460  |
| Quellen: Cassini und INSEE |      |      |      |      |      |      |      |

## Sehenswürdigkeiten
- Kirche aus dem 19. Jahrhundert
- Kapelle von Le Caussanel
- Kapelle Notre-Dame in Cahuzaguet
- Burg Labastide-Vassals, Donjon aus dem 13. Jahrhundert
- Schloss Cussac aus dem 15. Jahrhundert